# Maria Happel
Pour les articles homonymes, voir Happel.
Maria Happel, née le 16 octobre 1962 à Elsenfeld im Spessart (Allemagne), est une actrice et metteur en scène allemande.
Les succès d'actrice de Maria Happel se reflètent dans les prix qu'elle a reçus : en 1999, elle a reçu la médaille Kainz de la ville de Vienne (le prédécesseur de l'actuel prix du théâtre Nestroy) pour son interprétation d'Irmi dans Die Eingeborene et pour son interprétation de Franziska dans Minna von Barnhelm. En 2003, elle a reçu le prix du théâtre Nestroy de la meilleure actrice pour son rôle de Maria Planck dans Das Leben der Plancks. En 2016, elle a reçu le prix du public Nestroy.

## Biographie

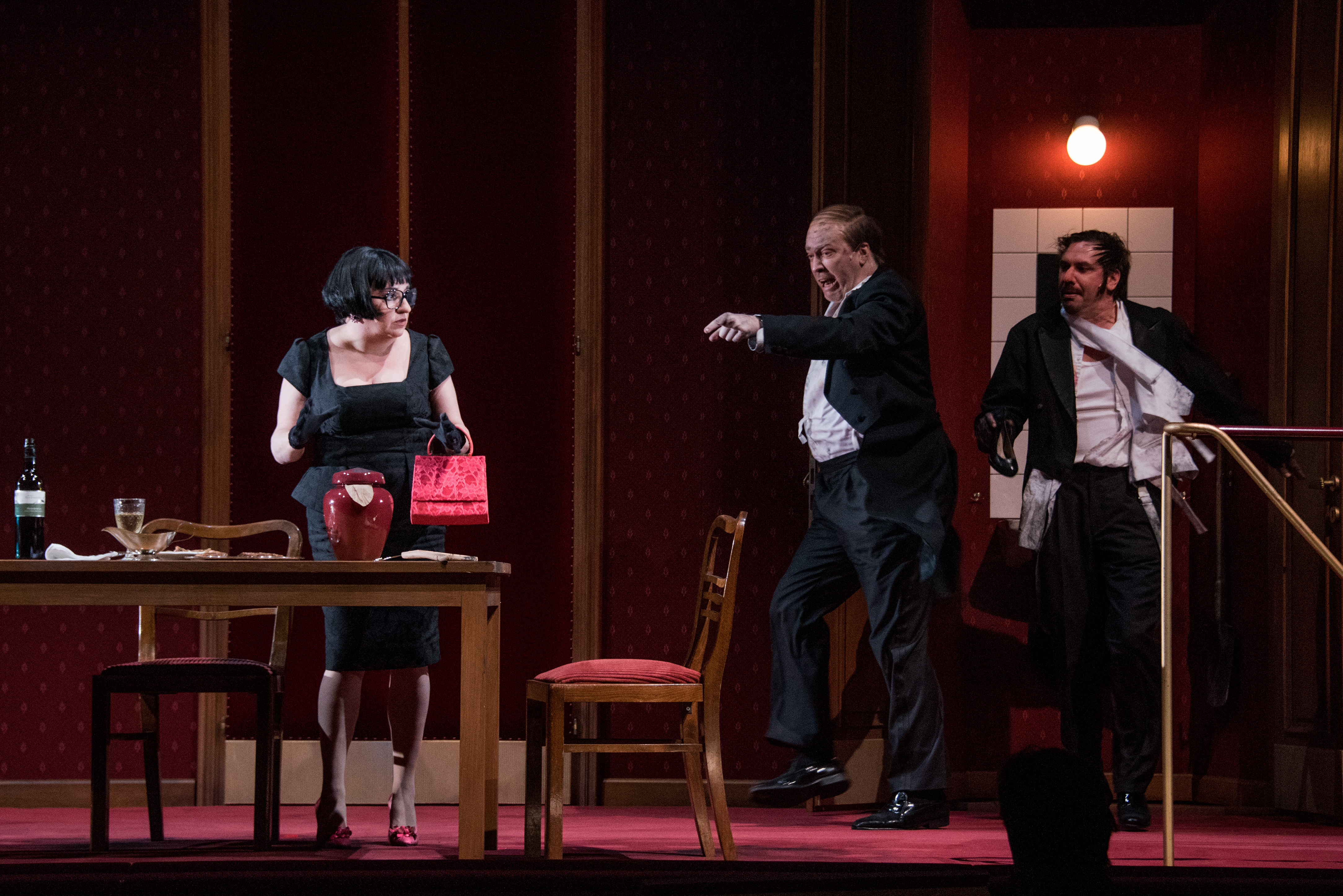
Maria Happel avec Nicholas Ofczarek et Michael Maertens dans L'Affaire de la rue de Lourcine au Burgtheater, 2015.

Maria Happel s'est essentiellement consacrée au théâtre. En 2010, elle a joué dans la série ZDF Klimawechsel réalisée par Doris Dörrie. En 2018, le premier épisode de Dennstein und Schwarz a été diffusé sur ORF et ARD.
Happel est comédienne au Burgtheater de Vienne. Elle a reçu le titre de comédienne de chambre en octobre 2016.
En 2013, Happel a été temporairement considérée comme l'un des favoris pour la direction du Volkstheater de Vienne. Fin novembre 2013, cependant, Anna Badora est choisie comme directrice du Volkstheater.
En 2018, Maria Happel est nommée pour un Romy pour le rôle du médecin légiste Franziska Beck dans la série ORF SOKO Donau dans la catégorie Beliebteste Schauspielerin Serie/Reihe.
Maria Happel enseigne la conception de rôle au séminaire Max Reinhardt à Vienne. En mai 2020, elle est nommée à la tête du Séminaire Max Reinhardt, après en avoir repris par intérim la direction artistique en mars 2020, aux côtés d'Ulrike Sychn. Annette Matzke est devenue son adjointe.
En juillet 2021, Maria Happel est présentée comme le successeur de Peter Loidolt et Renate Loidolt à la direction artistique du Festival de Reichenau.
Happel est mariée à son collègue Dirk Nocker. Le couple a deux filles et vit à Vienne. Sa fille Paula Nocker (née en 1997) est également devenue actrice.

## Filmographie (sélection)
- 1993 : Petites Musiques de chambre
- 2001 : Thomas Mann et les siens (épisode 1)
- 2004 : SK Kölsch (« Familienbande », série télévisée)
- 2010 : Sang chaud et Chambre froide (téléfilm)
- 2010 : Die Friseuse
- 2019 : Die Goldfische
- 2019 : Schwester Courage - Anna Bertha Königsegg und ihr Widerstand gegen das NS-Regime ([Sœur Courage : Anna Bertha Königsegg et sa résistance contre le régime nazi]) de Klaus T. Steindl : Anna Bertha Königsegg (docudrame télévisé)

## Prix
- 1999 : Médaille Kainz
- 2003 : Prix Nestroy de théâtre de la meilleure actrice
- 2004 : prix de la pièce radiophonique ORF dans la catégorie Acteur de l'année
- 2014 : Prix du Public Nestroy
- 2016 : Attribution du titre professionnel de Kammerschauspieler (« comédienne de chambre »)[3]/
- 2021 : Romy dans la catégorie Actrice/série la plus populaire
- 2022 : Autrichien de l'année dans la catégorie patrimoine culturel